# Grenadiers à cheval de la Garde impériale
Die Grenadiers à cheval de la Garde impériale waren ein Regiment der Schweren Kavallerie, das zur Garde impériale des Ersten Kaiserreichs gehörte.
Bereits zur Zeit des Direktoriums und des Konsulats bestand eine Garde, die jedoch nach der Errichtung des Kaiserreichs 1804 erheblich vergrößert wurde – unter anderem durch die Zuteilung des (dazu umbenannten) Regiments der „Grenadiers à cheval de la Garde impériale“.
Der Sollbestand lag bei 1.100 Offizieren, Unteroffizieren und Mannschaften, kommandiert von einem Général de division oder einem bewährten Général de brigade wie Frédéric-Henri Walther oder Louis Lepic. Das Personal waren kampferprobte Veteranen, die sich im Laufe der Zeit mit dem Beinamen „Les Dieux“ („Die Götter“) schmücken konnten.
Während ihres Bestehens waren die „Grenadiers à cheval“ nur selten in den vordersten Reihen der Schlachtordnung zu finden, da sie sich stets als taktische Reserve an der Seite des kaiserlichen Stabes aufzuhalten hatten. Jeder ihrer Auftritte war jedoch spektakulär, so zum Beispiel:
- hatten sie nicht unerheblichen Anteil daran, dass die russische Gardekavallerie in der Schlacht bei Austerlitz in die Flucht geschlagen wurde
- entkamen sie einer drohenden Einkesselung in der Schlacht bei Preußisch Eylau
- schlugen sie die bayerische Kavallerie in der Schlacht bei Hanau zurück

Weiterhin zeichneten sie sich 1814 im Feldzug in Frankreich aus, als sie keine einzige Niederlage einstecken mussten. Die stets erfolgreichen Attacken verhalfen dem Regiment zu dem Ruf, das angesehenste Regiment der Schweren Kavallerie Frankreichs zu sein.
Unter der Ersten Restauration wurde das Regiment in Corps royal des cuirassiers de France umbenannt. Auch sollten sie mit einem Kürass ausgerüstet werden, die Rückkehr Napoléons verhinderte jedoch dieses Vorhaben. Sie erhielten den alten Namen und ihren Rang in der kaiserlichen Garde zurück, nahmen am Feldzug nach Belgien teil und kämpften in der Schlacht bei Waterloo. Beim Angriff auf ein britisches Infanteriecarrée fiel der Regimentskommandant, der Colonel Jean-Baptiste Auguste Marie Jamin. Einige Monate später, nach der endgültigen Absetzung Napoléons und der Rückkehr des Königs, wurde die Einheit aufgelöst.

## Organisation

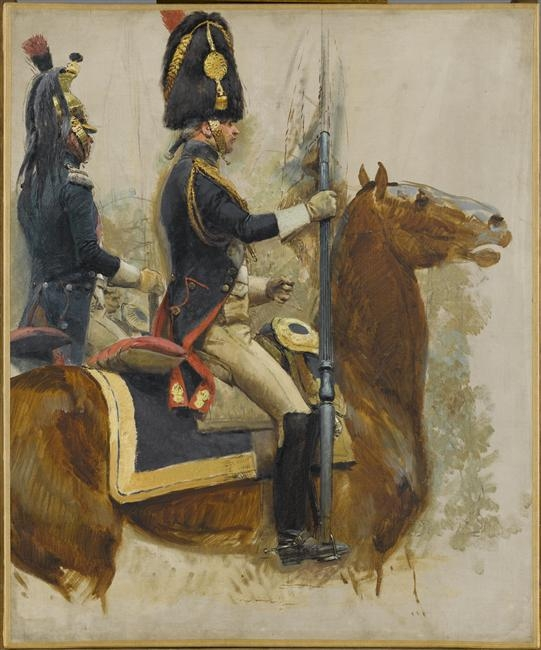
Offizier der Grenadiers à cheval de la Garde (links ein Dragoner; Gemälde von Édouard Detaille, vor 1900)

Im Oktober 1796 ordnete die französische Regierung an, eine berittene Garde zum Schutz des Direktoriums zu errichten. Eine Truppe, bestehend aus zwei Kompanien zu je 112 Reitern, wurde aufgestellt. Im folgenden Jahr wurde der Einheit der Name „Grenadiers à cheval“ zugeteilt (zu dieser Zeit bezeichnete man mit Grenadieren einen Eliteverband, die ursprüngliche Bedeutung des Begriffs war verloren gegangen). Als Auswirkung auf den Staatsstreich des 18. Brumaire VIII wurde per Dekret vom 28. November 1799 die Garde des consuls neu organisiert. Diese bestand neben anderen Einheiten aus dem „Régiment de grenadiers à cheval“, das zusammen mit dem Regiment der Chasseurs à cheval die Kavallerie der Konsulargarde bildete. Jedes Regiment bestand aus zwei Escadrons mit je zwei Kompanien zu je 86 Reitern.
Als die Einheit im Jahre 1804 ihren Namen als „Grenadiers à cheval de la Garde impériale“ erhielt, verfügte sie über 1.018 Reiter, aufgeteilt auf vier Escadrons zu je zwei Kompanien mit einem Sollbestand von je 123 Reitern und einen Regimentsstab aus 32 Mann.
Im Jahre 1805 wurden zwei Kompanien Velites mit zusammen 400 Mann eingegliedert, die eine und am Ende des Jahres zwei Escadrons bildeten. Das Regiment hatte zu diesem Zeitpunkt eine Stärke von 968 Reitern, mit zusätzlich 342 Velites machte es einen Gesamtbestand von 1.310 Mann aus. Es bildete mit den Dragons de la Garde impériale bis zum Ende des Kaiserreichs eine Brigade. Die beiden Velitenescadrons wurden 1811 zu einer fünften Grenadierescadron zusammengelegt, was das Regiment auf eine Stärke von 1.250 Mann brachte.
1813 wurde das 1er régiment des éclaireurs de la Garde impériale unter dem Kommando von Colonel Claude Testot-Ferry den Grenadieren angegliedert. Es führte fortan die Bezeichnung „Éclaireurs-grenadiers“. Untergebracht war die Einheit in der École militaire in Paris.

## Gefechtstätigkeit während des Konsulats und im Kaiserreich

### Schlacht bei Marengo

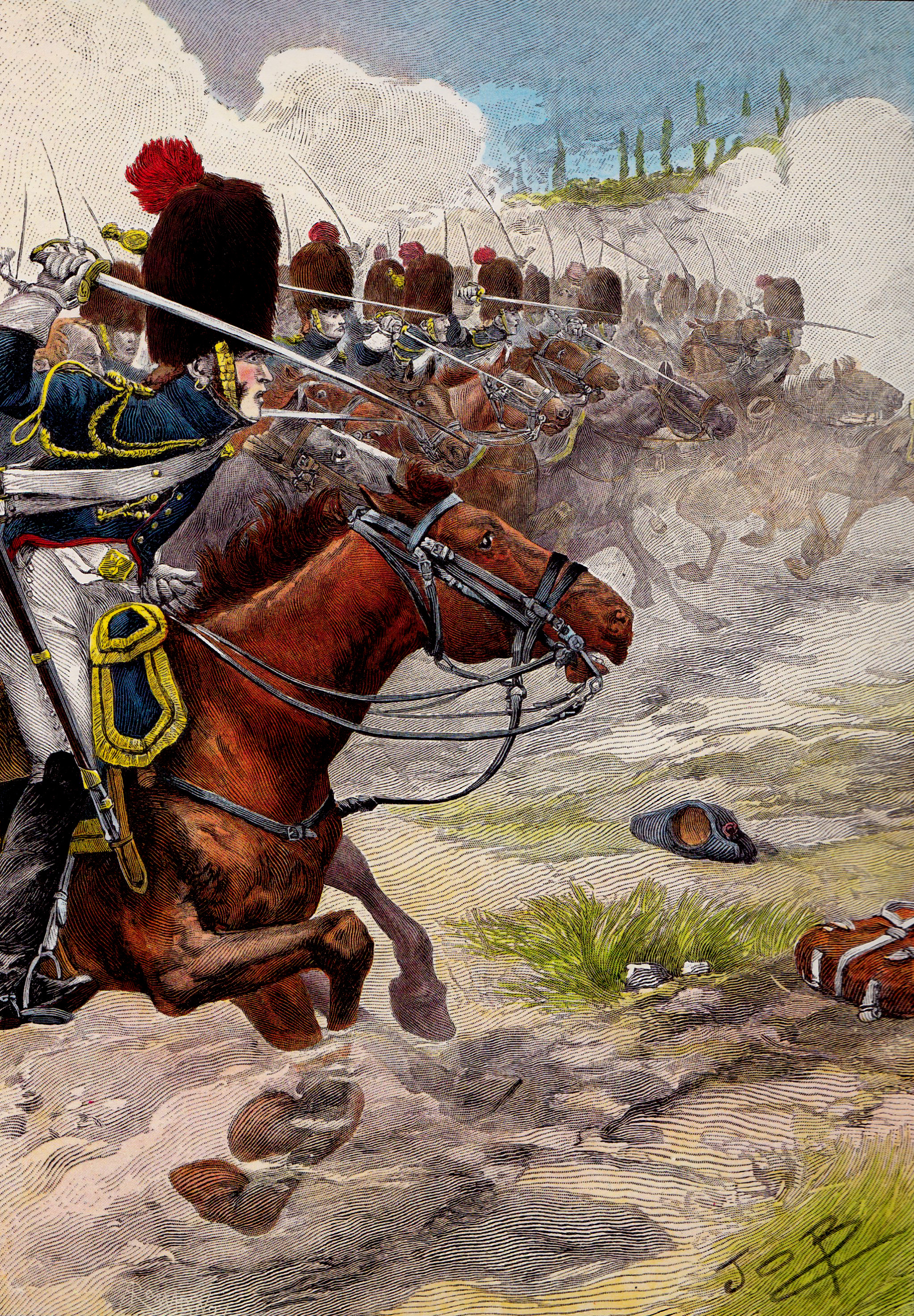
Angriff der „Grenadiers à cheval de la Garde consulaire“ bei Marengo am 14. Juni 1800

Der erste bemerkenswerte Einsatz des Regiments fand im Zweiten Koalitionskrieg in der Schlacht bei Marengo am 14. Juni 1800 statt. Hier lagen die „Grenadiers à cheval“ bis zum Abend ohne Aktivität in der Reserve, als zwei Escadrons österreichischer Dragoner an der Straße nach Novi erschienen und von der „Garde consulaire“ mit 360 Reitern angegriffen wurde. Davon völlig überrascht, wurden 210 von den 285 Dragonern niedergemacht. Während Napoléon gerade dabei war, die Schlacht gegen die Österreicher zu verlieren, erschien die Division Boudet auf dem Schlachtfeld, an der Spitze Louis Desaix, und griff sofort in den Kampf ein. Zur Unterstützung ging die Brigade Kellermann gegen den rechten Flügel der Österreicher vor. Von seiner Stellung aus organisierte der Colonel Bessières einen massiven Angriff mit der Kavallerie der „Garde consulaire“ und versetzte so die Österreicher in Panik. Wer sich widersetzte, wurde von den „Grenadiers à cheval“ niedergeschlagen, drei Fahnen fielen den Grenadieren in die Hände. Nichtsdestoweniger zeugten die Zahlen von ernsthaftem österreichischen Widerstand: die Grenadiere hatten 24 Gefallene, 24 Verwundete Reiter und 48 tote Pferde zu verzeichnen. Nach der Schlacht wurde Bessières vom Ersten Konsul gelobt:

« Sous votre commandement, la Garde s’est couverte de gloire, elle ne pouvait pas faire mieux dans les circonstances données »

„(Unter Ihrem Kommando hat sich die Garde mit Ruhm bedeckt, unter den gegebenen Umständen konnte sie nicht mehr tun.)“

Einige Monate später wurde der Colonel Michel Ordener Kommandant des Regiments.

### Schlacht bei Austerlitz

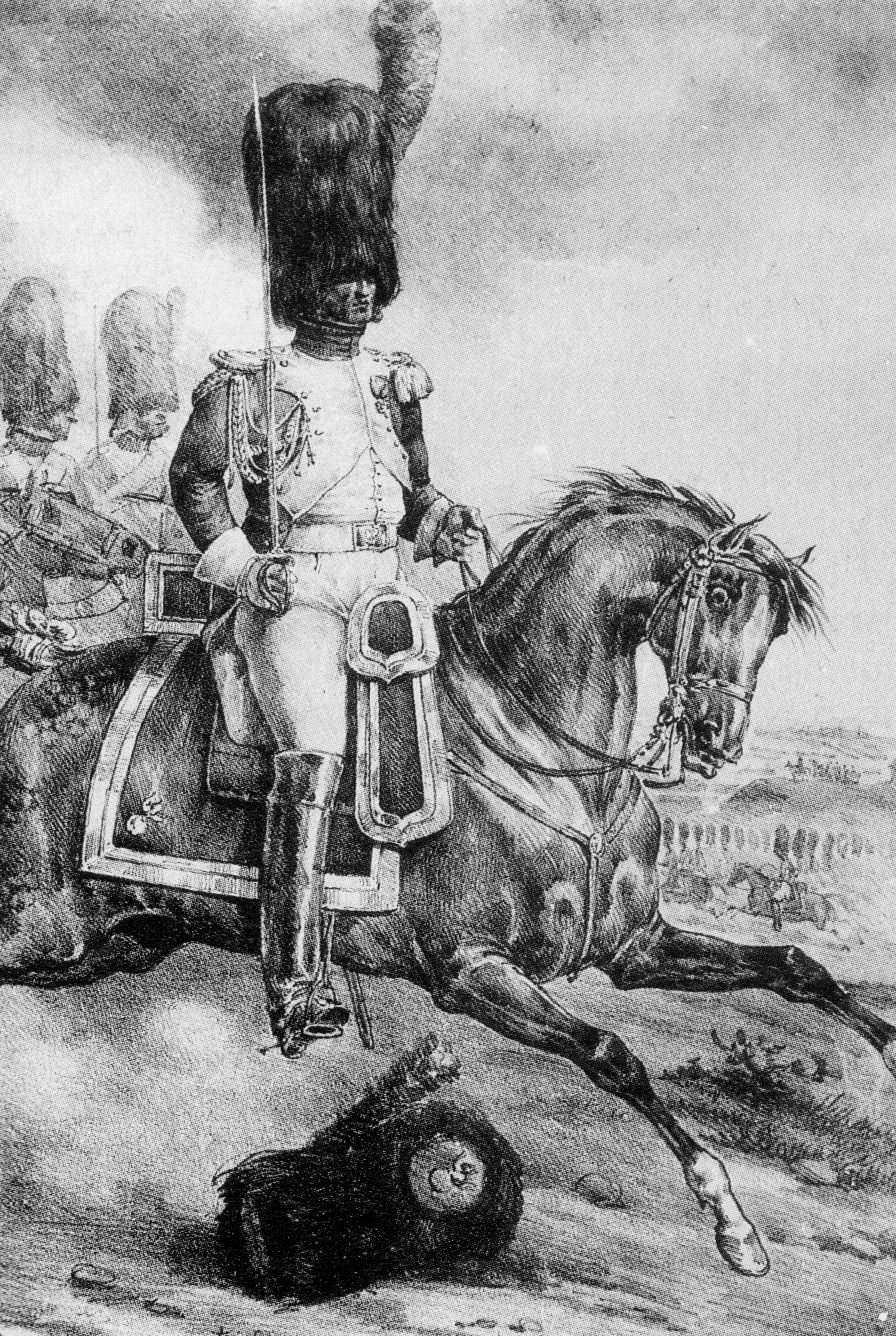
Grenadiers à cheval de la Garde (Zeichnung von Hippolyte Bellangé)

Es vergingen fünf Jahre, bevor sich das Regiment in der Schlacht bei Austerlitz erneut spektakulär bewähren konnte. Als der Dritte Koalitionskrieg ausbrach, waren die „Grenadiers à cheval“ Teil der Garde impériale und überquerten am 1. Oktober 1805 den Rhein. Zehn Tage später standen sie bei Augsburg und nahmen am 20. Oktober an der Schlacht bei Ulm teil. Auszeichnen konnten sie sich jedoch erst wieder am 2. Dezember auf dem Plateau bei Pratzen in der Schlacht bei Austerlitz. Während der Schlacht wollte Napoléon das österreichisch-russische Zentrum angreifen und in zwei Teile aufspalten. Am späten Vormittag hatte sich die Situation bereits zugunsten der Franzosen entwickelt, als die russische Garde unter dem Kommando von Großfürst Konstantin Romanow die um den Hügel „Staré vinohrady“ gruppierte Division Vandamme massiv angriff. Gleich zu Beginn wurde ein Bataillon des 4e régiment d’infanterie von der russischen Kavallerie vernichtet, dabei verloren die Franzosen ihren Adler und mehr als 400 Mann. Das „24e régiment d’infanterie légère“ wurde ebenfalls angegriffen und zog sich ungeordnet zurück. In diesem Moment entschied sich Napoléon, die Gardekavallerie einzusetzen. Diese bestand zu diesem Zeitpunkt aus vier Escadrons Chasseurs à cheval de la Garde impériale und den Mamelouks de la Garde impériale, dazu vier Escadrons der „Grenadiers à cheval“ mit zwei Batterien der berittenen Gardeartillerie. Ein erster Angriff durch zwei Escadrons der „Chasseurs à cheval“, unterstützt durch drei Escadrons der Grenadiere, sprengte die russische Kavallerie auseinander und machte so den Weg auf die russische Gardeinfanterie frei. Allerdings trafen zeitgleich sieben Escadrons Kosaken und die russische Gardekavallerie ein und verhinderten ein weiteres Vordringen der Franzosen. Zur Rettung seiner Kavallerie setzte Napoléon den Rest seiner „Chasseurs à cheval“ und der Mameluken und dann auch noch die letzte Escadron der Grenadiere ein. Letztere attackierten und gerieten mit dem Regiment der russischen Chevaliergarde aneinander. Nach einem kurzen Handgemenge zerstreuten die Grenadiere ihre Gegner, denen sie schwere Verluste beigebracht hatten. 200 Mann wurden gefangen genommen, darunter der Kommandant, Fürst Nikolai Repnin-Wolkonski, mit seinem Stab. Zur Beute gehörten auch 27 Geschütze. Die Grenadiere hatten lediglich zwei Gefallene und 22 Verwundete (davon sechs Offiziere) zu beklagen. Mit dieser Attacke wurde der letzte russische Angriff auf Pratzen zurückgeschlagen. Das Plateau verblieb bis zum Ende der Schlacht in französischer Hand.

### Schlacht bei Preußisch Eylau
Am 18. Mai 1806 wurde der Général Ordener durch Général Frédéric-Henri Walther ersetzt. Walther war gleichzeitig „Commandant en second“ (zweiter Kommandant) der Cavalerie de la Garde impériale und vertrat hier Bessières in dessen Abwesenheit. Die „Grenadiers à cheval“ nahmen nicht am Feldzug in Preußen teil, waren allerdings im folgenden Jahr beim Feldzug in Polen eingesetzt, wo die russische Armee durch den polnischen Winter verfolgt wurde. Die schlechten Straßen und die sprichwörtliche Armut der Gegend führten zu beträchtlichen Schwierigkeiten bei Versorgung und Aufklärung.

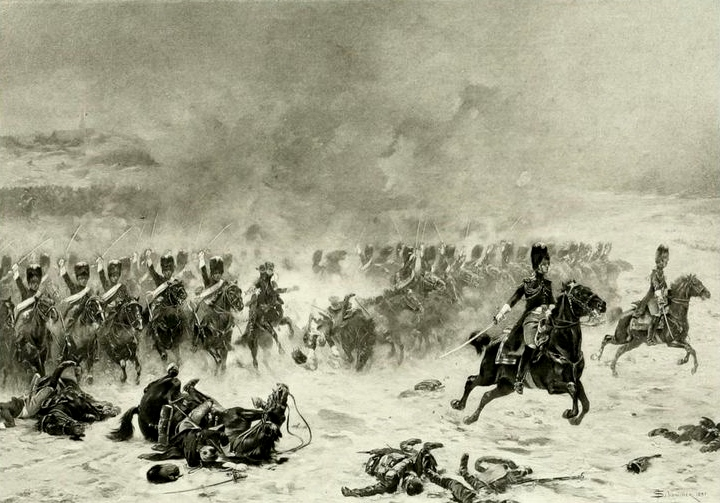
Attacke der Grenadiers à cheval de la Garde bei Eylau 1807 (Gemälde von François Schommer 1857)

Nach einigen Manövern und kleineren Gefechten kam es zur Schlacht bei Preußisch Eylau. Die Grande Armée befand sich zu diesem Zeitpunkt geringfügig in der Unterzahl. Das Korps von Ney war noch weit entfernt, und Napoléon befand sich in einer gefährlichen Position. Er befahl dem Maréchal Murat, mit aller zur Verfügung stehenden Reservekavallerie einen massiven Angriff zu reiten. Zu Beginn setzte Murat die beiden Dragonerdivisionen Klein und Grouchy sowie die Kürassierdivision Hautpoul ein. Die französischen Reiter drangen durch die erste und dann durch die zweite gegnerische Linie, danach wurden die letzten Formationen durch Einkreisung bedroht. Als Konsequenz befahl der französische Kaiser dem Maréchal Bessières, mit der Kavallerie der Garde die Reservekavallerie zu unterstützen. Eine zweite Attacke erfolgte an der gleichen Stelle durch die „Chasseurs à cheval de la Garde“ und unterstützt durch die schwere Kavallerie (bestehend aus dem 5e régiment de cuirassiers und den „Grenadiers à cheval“). Der „Commandant en second“ der Grenadiere, Colonel Louis Lepic, führte die Attacke an der Spitze von zwei Escadrons, durchdrang die erste und die zweite Linie und hielt erst bei der gegnerischen Reserve an. Im nun einsetzenden schweren Schneefall verloren die Grenadiere die Orientierung, wurden von den Russen eingekreist und aufgefordert, sich zu ergeben. Lepic antwortete:

« Regardez-moi ces figures et dites-moi si elles ont l’air de vouloir se rendre ! »

„(Schauen Sie sich diese Figuren an, sie sehen nicht so aus, als ob sie sich ergeben wollten!)“

Darauf befahl er eine Attacke, durchbrach die russische Einkreisung und erreichte die französischen Linien. Zum Dank für diese Aktion wurde er von Napoléon augenblicklich zum „Général de brigade“ befördert. Das Regiment hatte vier gefallene und 14 verwundete Offiziere sowie eine große Anzahl an gefallenen oder verwundeten Reitern zu verzeichnen. Allerdings hatte es die Aktion der Gardekavallerie der Reservekavallerie ermöglicht, einer Einkreisung zu entkommen. Die Franzosen konnten so am späten Abend ihre Positionen behaupten.

### Krieg in Spanien
Im Jahre 1808 drangen französische Streitkräfte in Spanien ein. Die „Grenadiers à cheval“ waren dem 2. Armeekorps von Bessières zugeteilt. Während des Aufstandes des Dos de Mayo lag das Regiment in Madrid.
Dabei wurde der oberste Regimentsarzt Gauthier verwundet. Danach zogen die Grenadiere im Feldzug durch den Nordwesten des Landes. Am 14. Juni 1808 fand sich Bessières mit 14.000 Mann zwei gegnerischen Korps von etwa 22.000 Mann gegenüber und schlug die Schlacht bei Medina de Rioseco (nicht weit von Valladolid). Die an der Schlacht beteiligten Escadrons des Regiments unterstützten den Angriff der Infanterie von Général Merle.

### Feldzug in Deutschland und Österreich

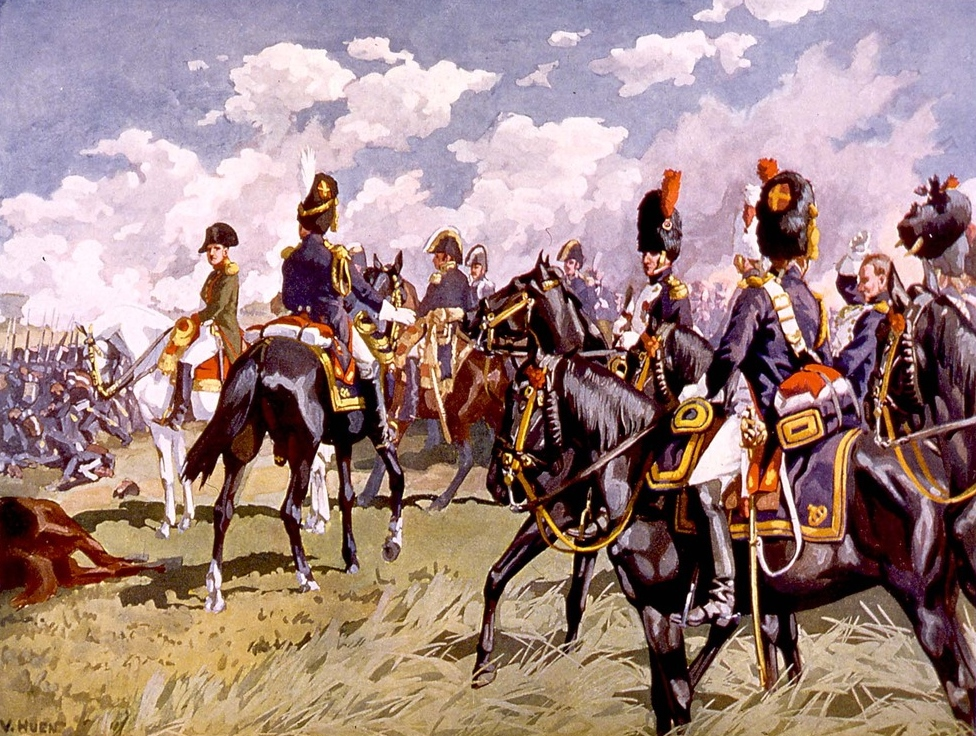
Napoléon und Général Walther, Colonel des grenadiers à cheval, während der Schlacht bei Aspern (Illustration von Victor Huen, 1910)

Zu Beginn des Jahres 1809 sammelte der Kaiser seine Garde im Zentrum Deutschlands, es begann der Fünfte Koalitionskrieg. Napoléon war in der Schlacht bei Aspern selbst anwesend, wo er im österreichischen Feuer aushielt. Als eine Kugel seinen Stiefel beschädigte, bat ihn Général Walther, sich aus dem Gefahrenbereich zurückzuziehen, sonst würden ihn seine Grenadiere selbst mit sanfter Gewalt in Sicherheit bringen – Napoléon folgte dann dieser Bitte.
In der Schlacht bei Wagram gehörte das Regiment am ersten Kampftag zur Reserve. Am zweiten Tag waren die „Grenadiers à cheval“ zusammen mit dem Rest der Gardekavallerie zur Deckung der Kolonne von Général MacDonald eingesetzt, welche einen Angriff auf das österreichische Zentrum ausführte. Nach anfänglichem Erfolg sah MacDonald eine Gelegenheit, die weichenden Truppen des Gegners in die Flucht zu schlagen, und forderte dazu die Reservekavallerie von Nansouty und alle anwesenden Kavalleriekommandanten des Abschnitts zu einem Angriff an. Die „Grenadiers à cheval“ nahmen daran jedoch nicht teil, sondern überließen den Angriff den Lanciers polonais de la Garde und den Chasseurs à cheval de la Garde. Nach der Schlacht beschwerte sich MacDonald bei Walther über dessen Tatenlosigkeit. Letzterer erklärte, dass weder Bessières noch der Kaiser den Auftrag für einen Angriff gegeben hatten und dass die Garde nicht ohne direkten Befehl von einem der beiden handeln könne. Auf den Einwand von MacDonald, dass dieser Angriff der Garde von entscheidender Bedeutung gewesen sei, grüßte Walther und ging verärgert davon.

### Wieder in Spanien

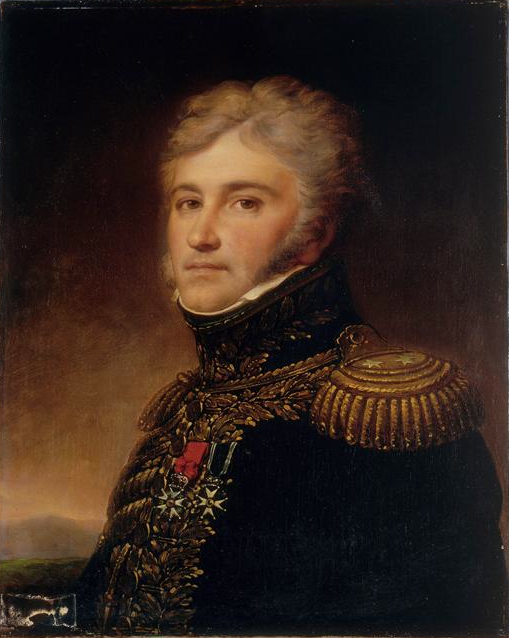
Louis Lepic (1765–1827; Ölgemälde von Louis-Charles Arsenne, 1842, Musée de l’Armée)

Während der beiden folgenden Jahre waren nur einzelne Kompanien des Regiments aktiv eingesetzt, so in Spanien, wo sie Bessières im Nordwesten des Landes begleiteten und auch zur Unterstützung der Armee von Maréchal Masséna in Portugal eingesetzt waren. Wellington machte den entscheidenden Fehler, sich in der Schlacht bei Fuentes de Oñoro am 5. Mai 1811 in eine schwierige Position zu manövrieren. Masséna benötigte die komplette Truppe von Bessières um die anglo-portugiesische Armee zu schlagen, aber Bessières schickte nur eine mehr symbolische Verstärkung, einige Escadrons Dragoner und die „Grenadiers à cheval“, zusammen ganze 800 Mann unter dem Kommando von Général Lepic. Trotzdem gelang es Masséna, eine Schwachstelle in der Linie von Wellington auszunutzen, dessen Niederlage sich abzuzeichnen begann. Masséna schickte seinen Aide de camp, Charles Nicolas Oudinot, zu Lepic mit dem Befehl, unverzüglich anzugreifen. Aber Oudinot war bald unverrichteter Dinge zurück, da sich Lepic weigerte, ohne Befehl von Bessières etwas zu unternehmen, da dieser allein über ihn zu befehlen habe. Bessières war jedoch nicht aufzufinden, und so konnte Wellington entkommen.

### Feldzug in Russland
Kurz vor dem Einmarsch der Grande Armée in Russland wurden die „Grenadiers à cheval“ 1812 in Spanien zusammengezogen. Mit einer Stärke von 1.166 Mann wurden sie in die 3. Brigade der Gardekavallerie eingegliedert. Sie bestanden aus fünf Escadrons, kommandiert durch Perrot, Mesmer, Rémy, Hardy und Morin. Der erste Abschnitt des Feldzuges von Juni bis September war eine lange Periode des Nichtstuns für die Garde, sie war an keiner Schlacht beteiligt, kam dann noch rechtzeitig auf dem Schlachtfeld von Borodino an, um am Sieg über die russische Armee mitzuwirken. Während der Besetzung von Moskau und dem Brand der Stadt waren die „Grenadiers à cheval“„“ wegen ihrer Disziplin und moralischen Unbescholtenheit als Polizeitruppe eingesetzt. Ab Mitte Oktober begann die Grande Armée mit dem Abzug aus der Stadt und begab sich auf den langen Weg zurück nach Polen.
Für die „Grenadiers à cheval“ blieb nichts zu tun als der Schutz des kaiserlichen Hauptquartiers. Die ständigen Gefechte, die Kälte und die Entbehrungen auf dem Rückmarsch machten dem Regiment schwer zu schaffen. Bei Beginn der Schlacht an der Beresina waren die „Grenadiers à cheval“ und die „Chasseurs à cheval de la Garde“ zusammen noch gerade 500 Mann stark. Trotzdem war die Kampfmoral noch hoch.

### Feldzug in Deutschland

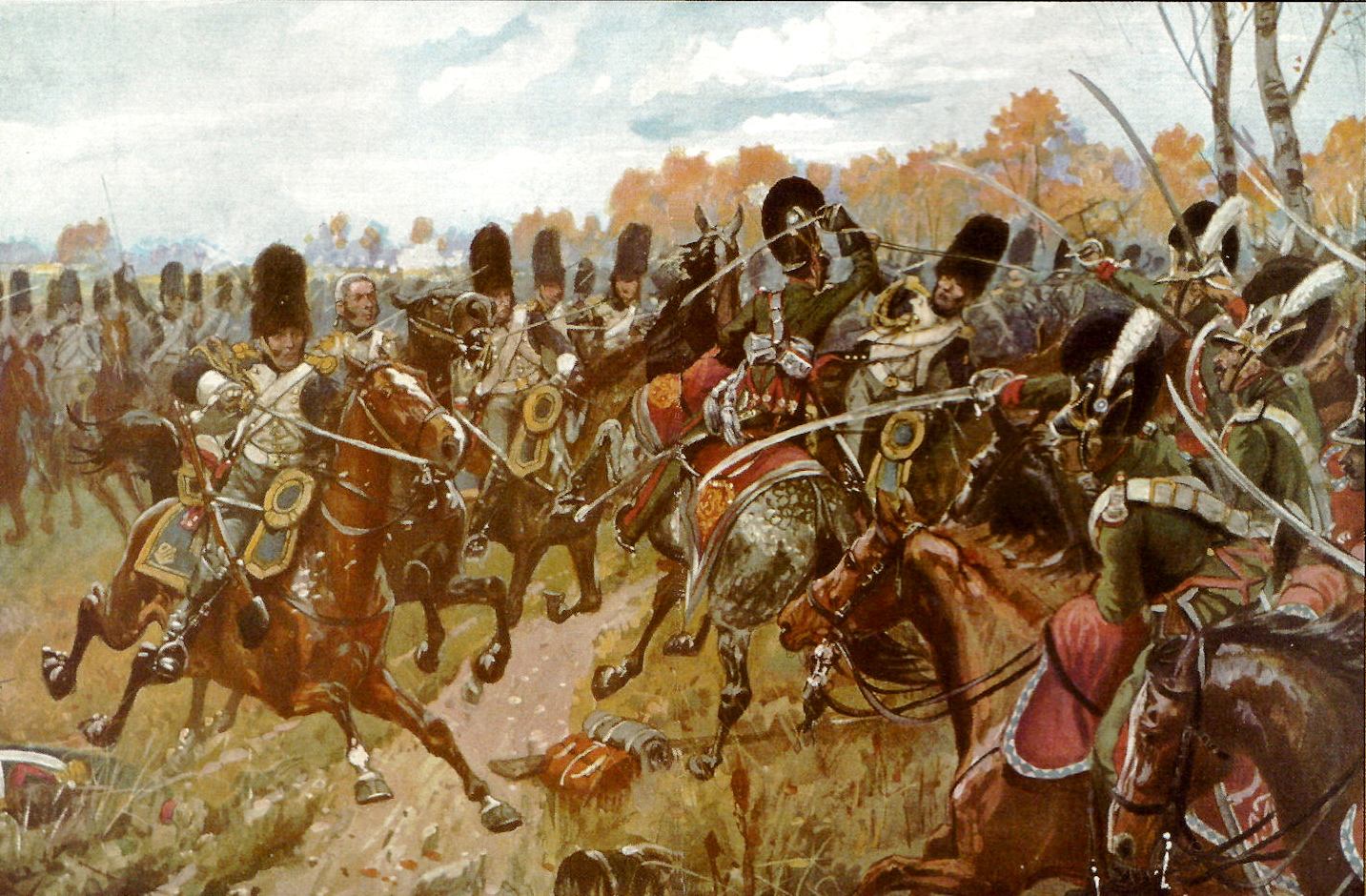
Die Attacke der Grenadiers à cheval de la Garde impériale in der Schlacht bei Hanau 1813 (Gemälde von Richard Knötel)

Zu Beginn des Jahres 1813 wurde das Regiment neu aufgestellt und war im April wieder einsatzbereit. Am 27. April wurde es von Napoléon in Erfurt besichtigt. Drei Tage später erhielten die Grenadiere die Neuigkeit über den Tod ihres Chefs, des Maréchal Bessières, der bei Rippach von einer Kugel getötet worden war.
Das Regiment kämpfte mit Bravour in der Schlacht um Dresden und war in der Völkerschlacht bei Leipzig zur Unterstützung der Gardeinfanterie bei der Einnahme von Reudnitz eingesetzt. Die einzige wichtige Aktivität in diesem Feldzug hatte das Regiment im Oktober in der Schlacht bei Hanau. Die österreichischen und bayerischen Truppen unter dem Kommando von Carl Philipp von Wrede versuchten, den Rückzug der Franzosen nach der Schlacht bei Leipzig zu blockieren. Napoléon war gezwungen, seine Elitetruppen einzusetzen. Er hielt eine persönliche Ansprache an die Grenadiere, bevor der Befehl zum Angriff kam.
Die Gardekavallerie griff an und warf eine große Anzahl feindlicher Reiter zurück. In dieser Schlacht wurde der Colonel-major des Regiments, der Général Louis Marie Levesque de Laferrière, von sechs Säbelhieben auf die Schulter und am Arm getroffen, während der Lieutenant Guindey, der den Prinzen Louis Ferdinand von Preußen in der Schlacht bei Saalfeld getötet hatte, hier selbst zu den Gefallenen zählte.
Am 24. November 1813 verstarb der Kommandant des Regiments, der Général de division Frédéric Henri Walther, in Kusel aus nicht geklärter Ursache. Sein Nachfolger wurde Général de division Claude Étienne Guyot, das Oberkommando über die Gardekavallerie übernahm Général de division Étienne de Nansouty. Im Dezember 1813 wurde das „1er régiment des éclaireurs de la Garde impériale“ in „Éclaireurs-grenadiers“ umbenannt.

### Feldzug in Frankreich

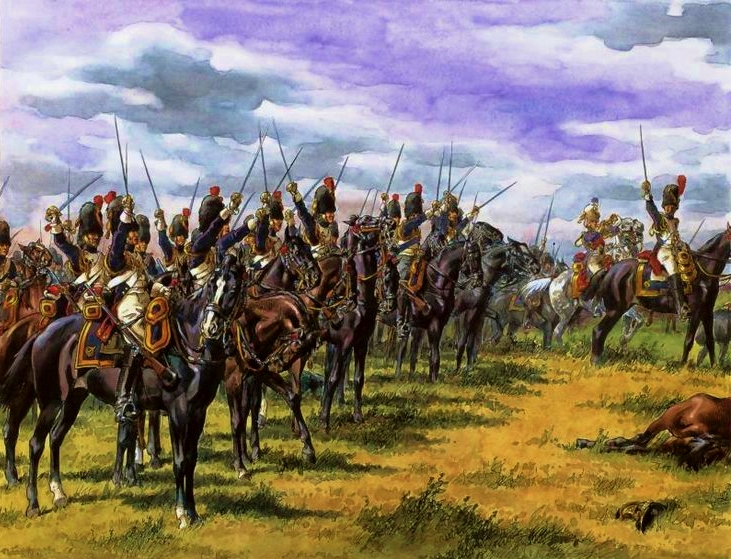
Die Grenadiers à cheval de la Garde fertig zum Angriff (Gemälde von Victor Huen)

Im Jahre 1814 verlagerte sich der Krieg auf französischen Boden, die französische Armee befand sich in schlechter Kondition, in Unterzahl und schlecht ausgerüstet. Die Gardekavallerie unter Nansouty war mehr denn je dazu ausersehen, eine Schlüsselrolle in den Absichten Napoléons zu spielen, die Pläne der Alliierten zu durchkreuzen. Die Grenadiere wurden in zwei Gruppen neu gegliedert: die eine gehörte zur Kavalleriedivision von Général Laferrière-Levesque und war 909 Mann stark, die andere mit 401 Mann zur Garde-Reservekavallerie von Maréchal Ney.
In der Schlacht bei La Rothière kämpften die Grenadiere zusammen mit den anderen Regimentern der Gardekavallerie gegen eine überwältigende Übermacht. Während der Schlacht bei Montmirail verfolgten sie, zusammen mit den Mameluken der Garde und den „Dragons de la Garde impériale“, das flüchtende Korps von Fabian Gottlieb von der Osten-Sacken und vernichteten zwei russische Brigaden.
In der Schlacht bei Château-Thierry wurden mit Erfolg Artilleriebatterien der Koalitionsarmee angegriffen. In der Schlacht bei Vauchamps zwei Tage später überritten sie die Infanteriecarrées der russischen Division Kapzewitch und waren daran beteiligt, die Truppen von Blücher in die Flucht zu schlagen.
Danach war das Regiment noch in mehrere wichtige Auseinandersetzungen verwickelt, so in die Schlacht bei Craonne, in der dem Colonel-major der Grenadiere, Général Levesque de Laferrière, durch eine Kanonenkugel ein Bein zerschmettert wurde. Ein Teil der Grenadiere befand sich während der Schlacht bei Paris in der Stadt. Sie waren in die Gardekavallerie-Brigade von Général Pierre d’Autancourt eingegliedert. Im Rahmen dieser Brigade versuchten sie, die Höhe des Montmartre zu verteidigen, mussten sich aber unter dem unaufhörlichen Kugelhagel schließlich zurückziehen.

### Restauration

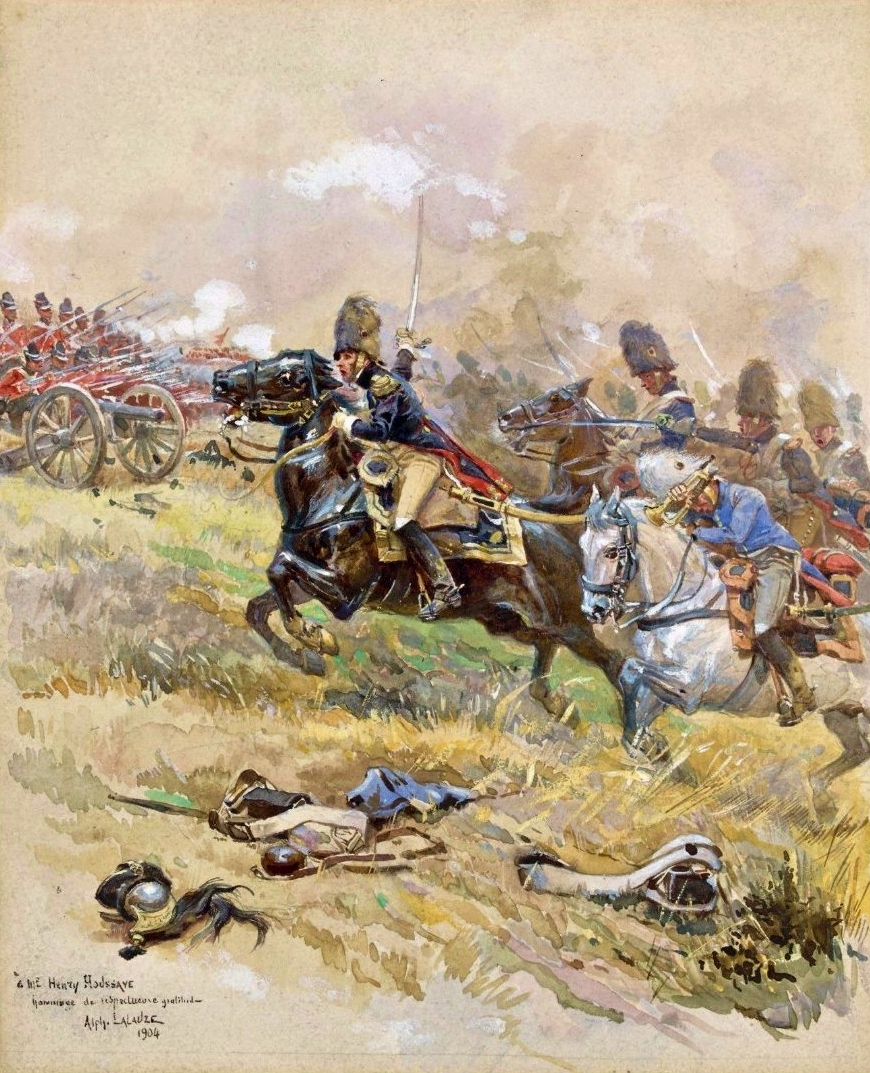
Die Grenadiers à cheval de la Garde bei Waterloo

Nach der Abdankung von Napoléon und der Ersten Restauration wurden die Grenadiere mit königlichem Befehl in Blois stationiert. Mit dieser Anordnung vom 12. Mai 1814 wurde die Truppe in „Corps royal de cuirassiers de France“ umbenannt. Die Personalstärke wurde mit Anordnung vom 21. Juni 1814 auf zusammen 42 Offiziere und 602 Reiter in zwei Escadrons festgelegt.

### Rückkehr Napoléons
Mit der Rückkehr Napoléons von der Insel Elba Ende März 1815 und dem Beginn der Herrschaft der Hundert Tage erhielten die Grenadiere ihre alte Bezeichnung und Organisation sowie ihren Status in der Armee zurück. Die Personalstärke wurde auf 1.042 Offiziere und Reiter erhöht. Mit dem Beginn des Sechsten Koalitionskrieges wurden die Grenadiere in die Schwere Kavalleriedivision der Garde eingegliedert. Ihr einziges Engagement war die Schlacht bei Waterloo. Das Regiment lag mit der Kavallerie von Kellermann in Reserve, bis der Kaiser entschied, diese zur Unterstützung der Kürassiere von Milhaud und der Leichten Kavallerie der Garde beim Angriff auf den Mont-Saint-Jean einzusetzen. Die Grenadiere griffen dreimal an, an der Spitze Général Guyot, aber die Verluste waren beträchtlich. Der Colonel-major Jean-Baptiste Auguste Marie Jamin wurde an der Spitze seiner Männer getötet, ebenso die Lieutenants Tuefferd und Moreau, 16 weitere Offiziere wurden verwundet. Unter Guyot wurden zwei Pferde getötet, er selbst wurde schwer verwundet.
Nach der erneuten Abdankung Napoléons gab es für die „Grenadiers à cheval“ keine Zukunft mehr, am 25. November 1815 wurden sie auf Anordnung des Königs aufgelöst.

## Kommandanten des Korps
Der erste nominelle Kommandant war Jean-Baptiste Bessières während des Italienfeldzuges (1799–1800). Nach der Schlacht bei Marengo 1808 wurde er von Colonel Michel Ordener abgelöst. Im Zuge der Schlacht bei Austerlitz wurde der Colonel Louis Lepic „Colonel en second“. Der Général Frédéric Henri Walther löste Ordener im Mai 1806 ab und blieb auf diesem Posten bis zu seinem Tod im November 1813. Nachfolger wurde sein Vertreter Claude Étienne Guyot, dem wiederum Louis Marie Levesque de Laferrière und Jean-Baptiste Auguste Marie Jamin folgten. Levesque de Laferrière und Guyot mussten das Kommando wegen ihrer schweren Verwundung abgeben, Jamin zählte in der Schlacht bei Waterloo zu den Gefallenen.

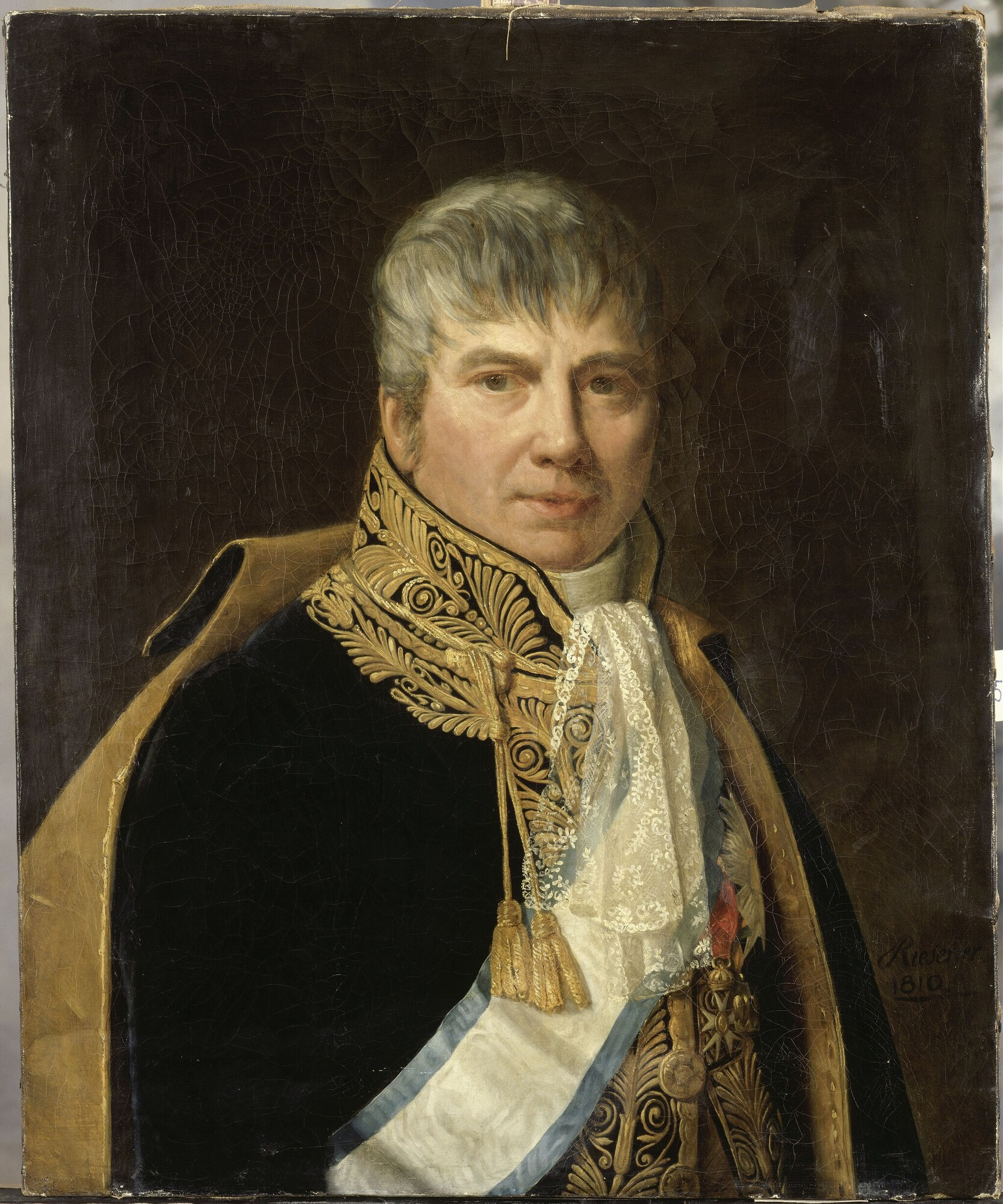
Michel Ordener (1755–1811). Gemälde von Henri-François Riesener, vor 1800, Sammlung im Schloss Versailles.
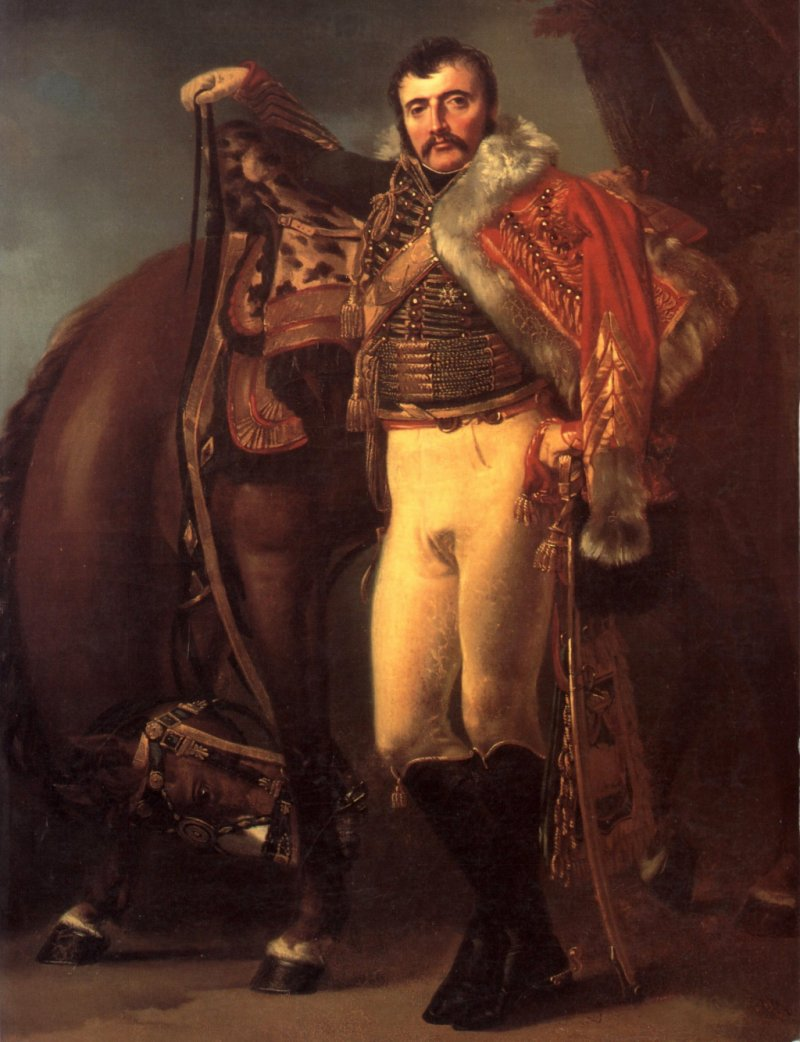
Claude Étienne Guyot (1769–1837). Gemälde von Antoine-Jean Gros.
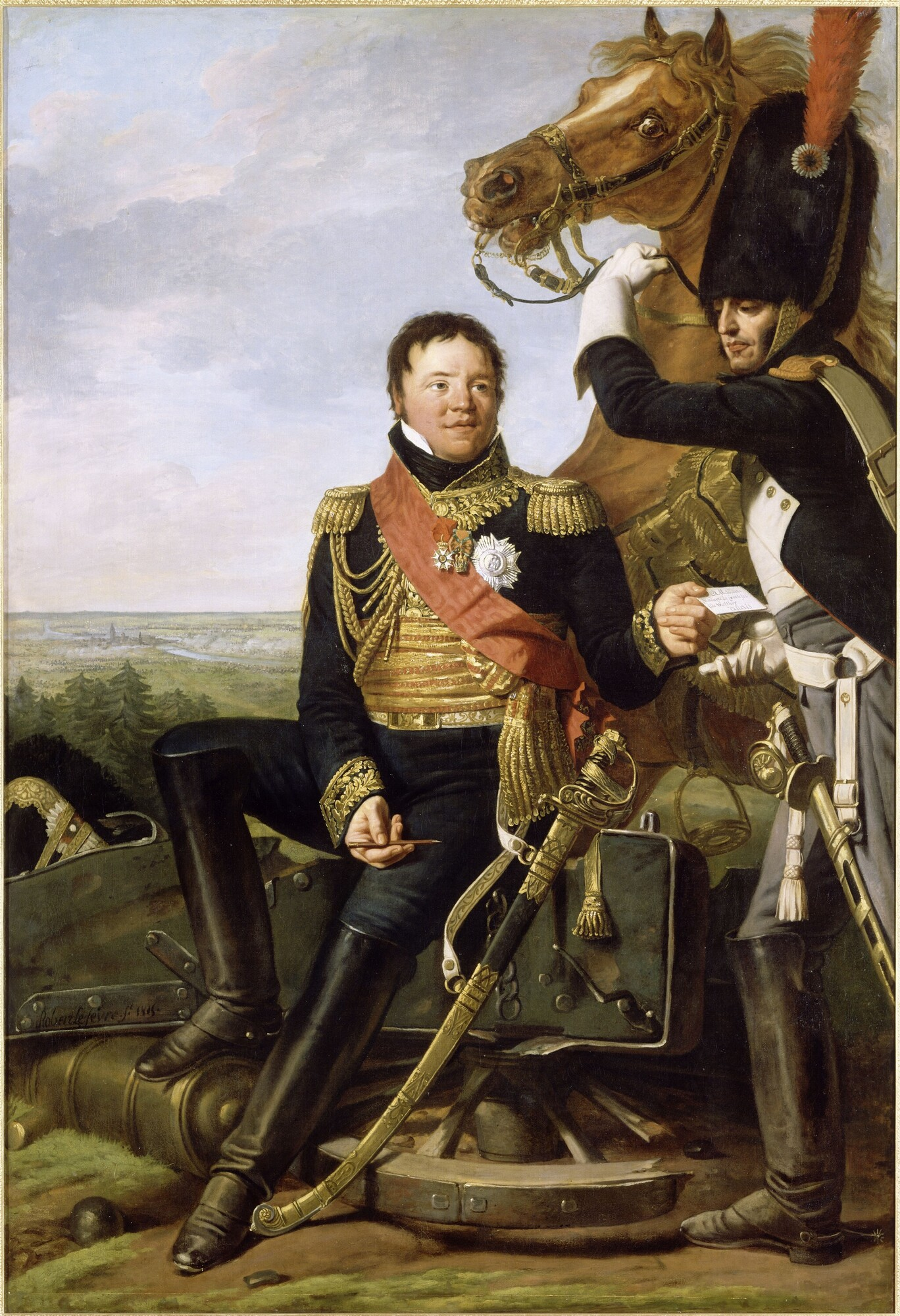
Frédéric Henri Walther, Colonel der „Grenadiers à cheval de la Garde“ (unbekannter Künstler)

## Uniformen

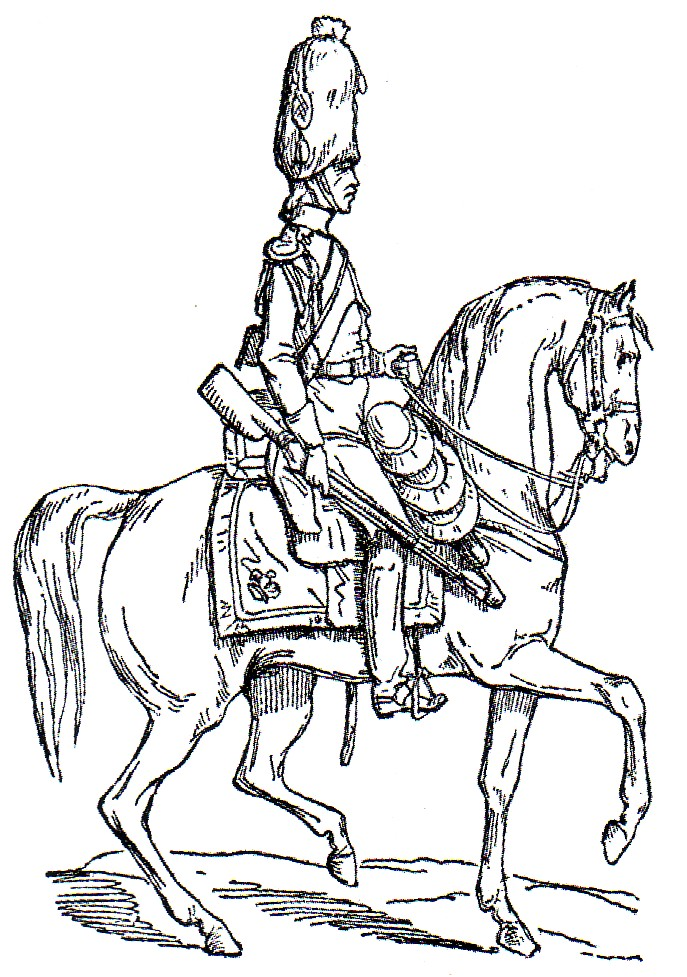
Ein Grenadier à cheval (Zeichnung von Adolphe de Chesnel 1861)

Die Uniform der „Grenadiers à cheval“ ähnelte der der „Grenadiers à pied“. Der Rock war aus kaiserblauem Tuch mit weißem Kragen und weißen Rabatten. Rockfutter und Schoßumschläge des Rocks waren scharlachrot, mit je einer weißen Granate verziert. Die Taschenklappen waren mit einer scharlachroten Paspel verziert. Die Knöpfe waren aus Kupfer und mit dem kaiserlichen Adler verziert. Hosen und Handschuhe waren eierschalenfarben, die Stiefel nach Art der Kürassiere. Sie trugen eine hohe Mütze aus schwarzem (der Trompeter aus weißem) Bärenfell mit geschuppten Kinnriemen aus Kupfer. Im Gegensatz zu den Grenadieren zu Fuß hatten sie keine Stirnplatte an der Front der Mütze, dafür hatte die Mütze aber einen Deckel aus scharlachrotem Stoff („cul de singe“/„Affenloch“ genannt), belegt mit einer kreuzförmig aufgenähten goldgelbenen Borte. An der linken Seite befand sich ein scharlachroter Stutz, dessen Hülse in einer Kokarde in den Farben der Trikolore befestigt war. Dazu kam das Gehänge aus einer geflochtenen Schnur gelber Wolle mit zwei ebensolchen Quasten.
Zur leichten Uniform (Tenue de ville) wurde statt der Bärenfellmütze ein Dreispitz aus Filz getragen, der in seiner Form an den des Kaisers erinnerte. Zum Uniformrock wurden Aiguillettes (eine mehrsträngige Verschnürung, führten von der Epaulette zur Kopfleiste) aus goldgelber Wolle angelegt.

### Bewaffnung und Ausstattung
Die „Grenadiers à cheval“ führten einen Säbel, eine Muskete, eine Kartusche am Bandelier und zwei Pistolets. Der Säbel war mit einem weißmetallenen Handschutz ausgestattet, in dem zur Zierde eine kupferne Granate eingelassen war. Die Scheide bestand aus Kupfer, war aus Gewichtsgründen jedoch auf beiden Seiten großflächig durchbrochen und dort mit schwarzem Leder gefüttert. Die Säbelquaste bestand aus weißem Büffelleder.

### Pferde und Ausrüstung
Die Truppe war mit Rappen, dunklen Schwarzbraunen oder dunklen Füchsen ausgestattet. Die Satteldecke war aus blauem Tuch und mit einer doppelten Litze aus goldgelber Wolle verziert. Das Zaumzeug war das gleiche wie bei der schweren Kavallerie. Die Kandare war auf jeder Seite mit einer Granate verziert.

### Fahnen

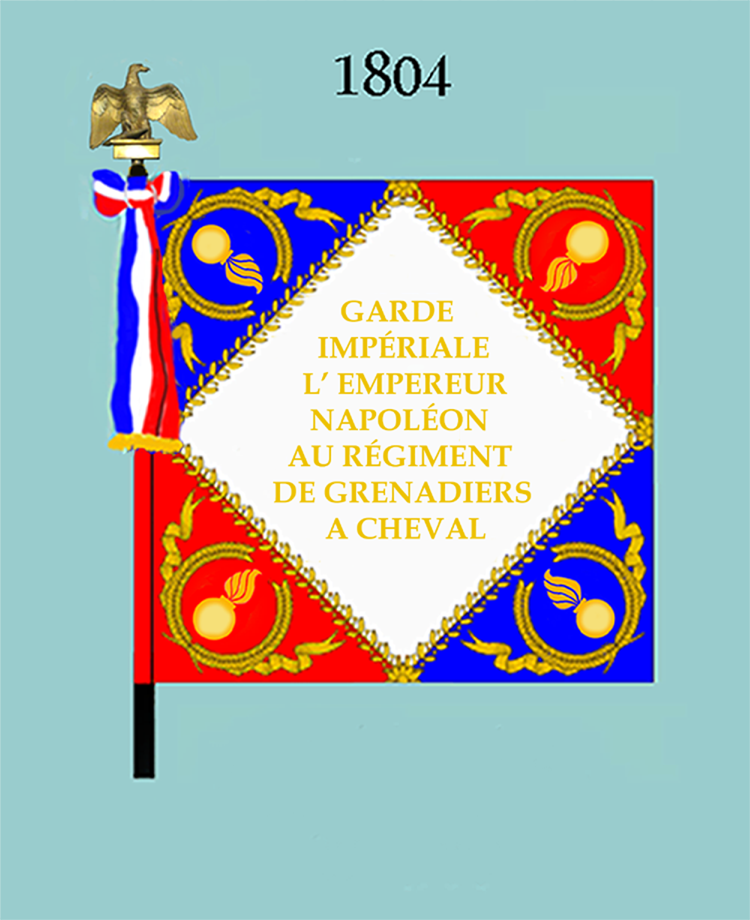
Regimentsfahne Modell 1804, Vorderseite
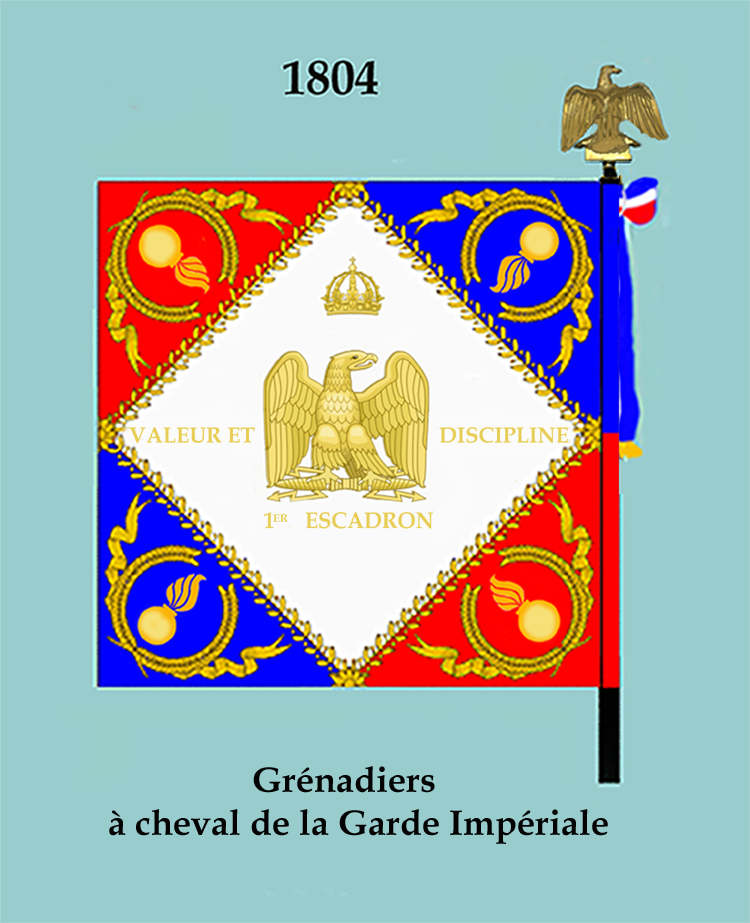
Regimentsfahne Modell 1804, Rückseite